# Bifòbia
La bifòbia és la por, la discriminació o l'odi cap a la bisexualitat i les persones bisexuals. No inclou necessàriament l'homofòbia ni l'heterofòbia, perquè hi ha estereotips específics per als bisexuals. Pot adoptar la forma de negació que la bisexualitat sigui una autèntica orientació sexual o d'estereotips negatius sobre les persones que són bisexuals (com les creences que són promiscues o infidels). Altres formes de bifòbia inclouen l'esborrament bisexual.
La FELGTB la defineix com el conjunt de sentiments, comportaments i actituds negatives envers les persones bisexuals, i és fins i tot força habitual que es donin casos de bifòbia interioritzada, en els quals les persones bisexuals acaben interioritzant els prejudicis que reben per part de la societat, fet que influeix de manera negativa en l'acceptació de la pròpia orientació sexual.

## Etimologia i ús
«Bifòbia» és un mot creuat formada a partir del terme «homofòbia». Deriva del prefix neoclàssic bi- (que significa "dos") de «bisexual» i l'arrel -fòbia (del grec: φόβος, phóbos, "por") que es troba a «homofòbia». Juntament amb «transfòbia» i «homofòbia», forma part d'una família de termes utilitzats per descriure la intolerància i la discriminació contra les persones LGBT.
El terme «bifòbia» va ser introduït per primera vegada el 1992 per la investigadora Kathleen Bennett per significar «prejudici contra la bisexualitat» i «la denigració de la bisexualitat com a elecció de vida». Posteriorment s'ha definit com a «qualsevol representació o discurs que denigri o critici homes o dones per l'únic motiu de la seva pertinença a aquesta identitat sociosexual [bisexual], o que els negui el dret a reclamar-la».
La bifòbia no ha de ser una fòbia tal com es defineix a la psicologia clínica (és a dir, un trastorn d'ansietat). El seu significat i ús solen ser paral·lels als de la xenofòbia.

## Formes

### Negació i esborrament

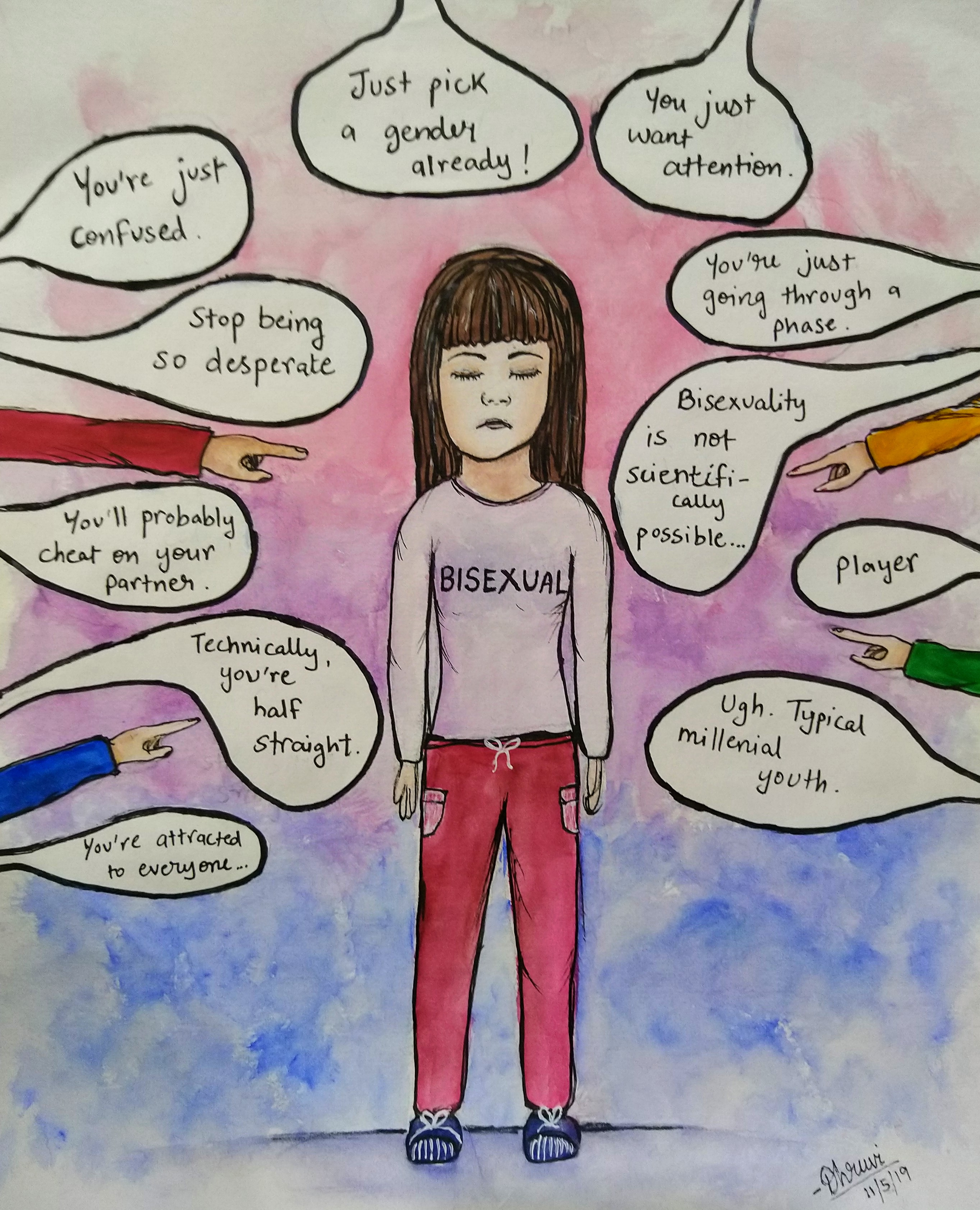
Exemple de diversos estigmes contra les persones bisexuals.

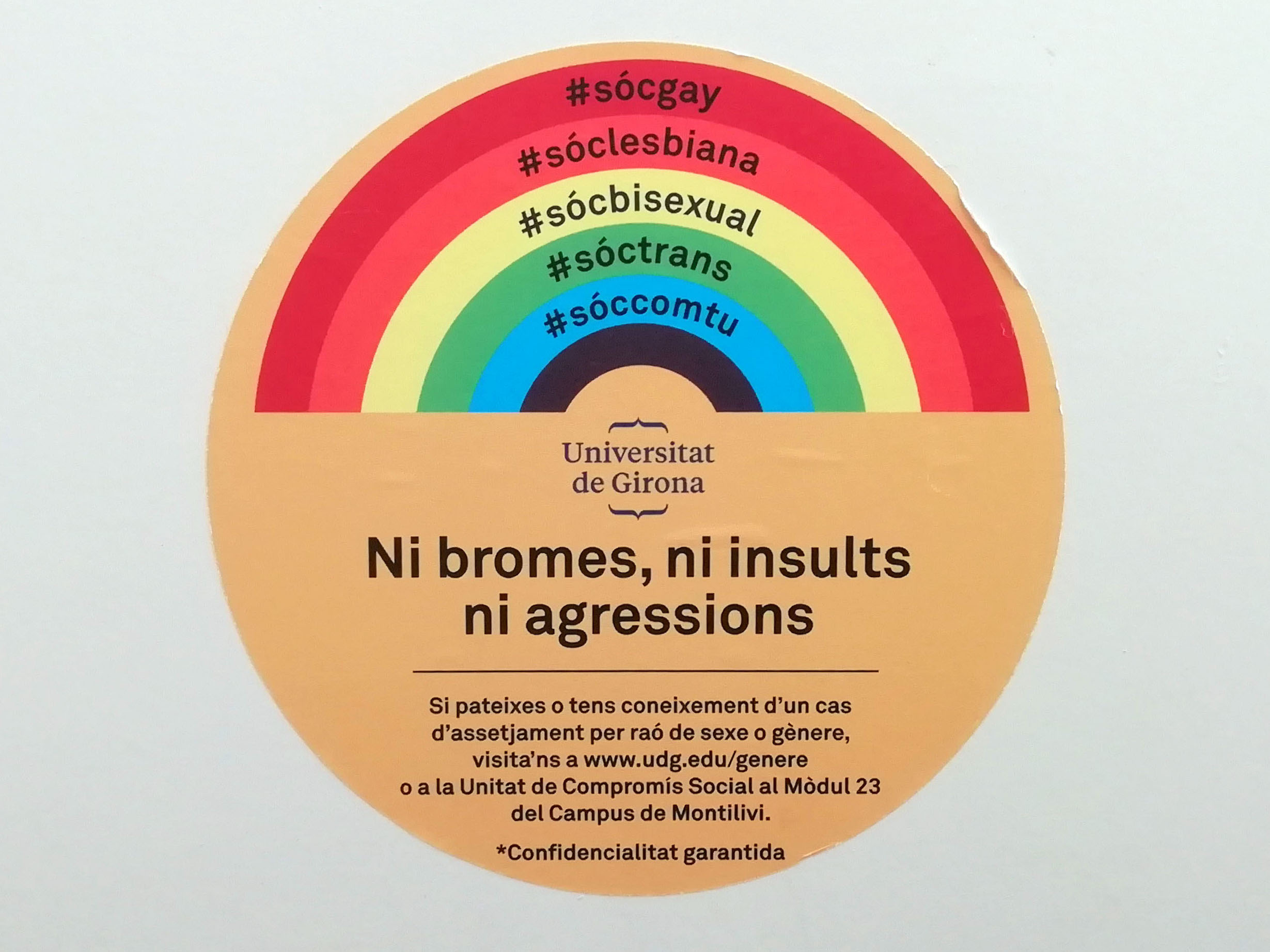
Adhesiu sobre el Protocol contra l'assetjament de la Universitat de Girona.

La bifòbia pot portar algunes persones a negar que la bisexualitat és real, afirmant que les persones que s'identifiquen com a bisexuals no són genuïnament bisexuals, o que el fenomen és molt menys comú del que afirmen. Una forma d'aquesta negació es basa en la visió heterosexista que l'heterosexualitat és l'única orientació sexual real o natural. Per tant, qualsevol cosa que s'allunyi d'això és, en canvi, una patologia psicològica o un exemple de comportament antisocial.
Una altra forma de negació prové de les visions binàries de la sexualitat: que les persones es consideren monosexuals, és a dir, homosexuals (gai/lesbiana) o heterosexuals. Al llarg de la dècada del 1980, la investigació moderna sobre sexualitat va estar dominada per la idea que l'heterosexualitat i l'homosexualitat eren les úniques orientacions legítimes, descartant la bisexualitat com a «homosexualitat secundària». En aquest model, es presumeix que els bisexuals són persones lesbianes o gais que estan tancades a l'armari que volen semblar heterosexuals, o individus (de "o una altra" orientació) que experimenten amb la sexualitat fora del seu interès "normal". Màximes com «les persones són homosexuals, heterosexuals o mentiders» encarnen aquesta visió dicotòmica de l'orientació sexual.
Algunes persones accepten l'existència teòrica de la bisexualitat però la defineixen de manera estreta, com únicament l'atracció sexual igual cap a homes i dones. Així, els molts individus bisexuals amb atraccions desiguals es són classicats, en canvi, com a homosexuals o heterosexuals. Altres reconeixen l'existència de la bisexualitat en les dones, però neguen que els homes puguin ser bisexuals.
Algunes negacions asseveren que el comportament o la identitat bisexual és només una tendència social, com s'exemplifica amb el «bisexual chic» o el «gender bender» (transgressió de gènere), i no un tret intrínsec de la personalitat. L'activitat sexual entre persones del mateix gènere es descarta com un simple substitut del sexe amb membres del sexe oposat o com una font més accessible de gratificació sexual. L'homosexualitat situacional en entorns segregats per sexe es presenta com un exemple d'aquest comportament.
La bifòbia és comuna dins la comunitat heterosexual, però sovint també l'exhibeixen gais i lesbianes, generalment amb la idea que els bisexuals són capaços d'escapar de l'opressió dels heterosexuals conformant-se amb les expectatives socials de sexe i amor del gènere oposat. Això fa que alguns que s'identifiquen com a bisexuals siguin percebuts com "no prou de cap dels dos" o "no reals". Un estudi australià realitzat per Roffee i Waling el 2016 va establir que les persones bisexuals s'enfrontaven a microagressions, assetjament escolar i altres comportaments antisocials per part de persones de la comunitat lesbiana i gai.
L'esborrament bisexual (també conegut com a invisibilitat bisexual) és un fenomen que tendeix a ometre, falsificar o reexplicar l'evidència de la bisexualitat a la història, el món acadèmic, els mitjans de comunicació i altres fonts primàries, de vegades fins a la punt de negar que existeixi la bisexualitat.
Kenji Yoshino va escriure l'any 2000 que hi ha tres conceptes que causen la invisibilitat dins de la bisexualitat: «Les tres invisibilitats es poden veure com a niades entre si; la primera afecta heterosexuals, gais i bisexuals; la segona afecta només a gais i bisexuals, i la tercera afecta només els bisexuals». Les formes d'estàndards i expectatives socials, la religió i la integració de l'aspecte d'atracció envers el mateix sexe de la bisexualitat amb l'homosexualitat contribueixen a la invisibilitat.

### Estereotips negatius
Els estereotips bifòbics inclouen, entre d'altres, la promiscuïtat, poligàmia, intercanvi de parelles, estar confós o ser libidinós. En alguns casos, s'acusa els bisexuals d'haver portat malalties de transmissió sexual a la comunitat heterosexual o fins i tot a la comunitat LGBT. D'aquest estereotip, deriva aquell segons el qual una persona bisexual podria tenir sexe amb qualsevol. És per això que les persones bisexuals són sovint vistes com a portadores del virus de la SIDA.
Sovint, els heterosexuals hi afegeixen més estereotips basats en l'homofòbia. Els homòfobs poden pensar que els bisexuals no estan a gust amb el seu sexe biològic. De vegades, els homosexuals consideren que els bisexuals conserven la seva reputació i col·laboren amb homòfobs mentre gaudeixen simultàniament de la vida LGBT. Alguns consideren bifòbica la creença que la gent es divideix entre heteroxuals i homosexuals, i que per tant la bisexualitat no existeix.